# Willy Tarbei
Willy Tarbei (30 de mayo de 1998) es un deportista de Kenia que compite en atletismo. Ganó una medalla de plata en el Campeonato Mundial de Atletismo Sub-20 de 2016, en la prueba de 800 m.